# United States Senate Committee on Rules and Administration
Das Senate Committee on Rules and Administration (auch bekannt als Senate Rules Committee) ist ein ständiger Ausschuss des Senats der Vereinigten Staaten. Er ist für die Geschäftsordnung des Senats, die Verwaltung der Senatsgebäude und die Qualifikationen der Senatoren zuständig. Dazu gehört auch, dass er sich mit umstrittenen Wahlen in den Senat beschäftigt.
Im Vergleich zu seinem Schwesterausschuss im Repräsentantenhaus, dem House Committee on Rules, ist er aber weniger einflussreich. Der Senat erlaubt seinen einzelnen Mitgliedern traditionell weit mehr Freiheiten innerhalb der Geschäftsordnung, so dass die Kontrolle darüber weniger Einfluss auf das Geschehen im Senat hat.
Einige Mitglieder sind ex officio auch Mitglieder im Joint Committee on Printing und dem Joint Committee on the Library.

## Geschichte
Der Ausschuss begann am 3. Dezember 1867 als nichtständiger Ausschuss. Das „Select Committee to Revise the Rules of the Senate“ wurde am 9. Dezember 1874 in den ständigen Ausschuss „United States Senate Committee on Rules“ überführt.
Seit dem 2. Januar 1947 trägt er seinen heutigen Namen; zeitgleich übernahm er die Funktionen einiger älterer und dann aufgelöster Ausschüsse:
- Committee to Audit and Control the Contingent Expenses of the Senate
- Committee on Enrolled Bills
- Committee on Privileges and Elections

## Mitglieder im 119. Kongress

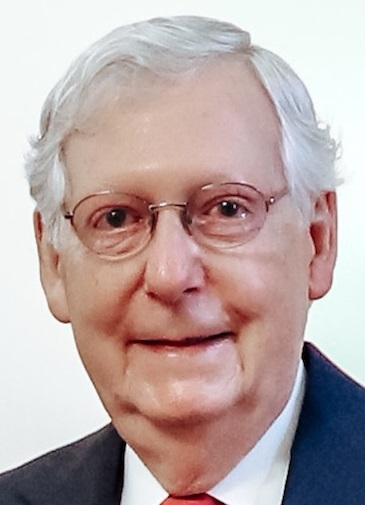
Mitch McConnell, derzeitiger Vorsitzender des Ausschusses

Vorsitzender ist der republikanische Senator Mitch McConnell aus Kentucky; Ranking member ist der Demokrat Alex Padilla aus Kalifornien.

### Republikaner
| Senator                   | Staat         |
| Mitch McConnell, Chairman | Kentucky      |
| Ted Cruz                  | Texas         |
| Shelley Moore Capito      | West Virginia |
| Roger Wicker              | Mississippi   |
| Deb Fischer               | Nebraska      |
| Cindy Hyde-Smith          | Mississippi   |
| Bill Hagerty              | Tennessee     |
| Katie Britt               | Alabama       |
| John Boozman              | Arkansas      |

### Demokraten
| Senator                      | Staat       |
| Alex Padilla, Ranking member | Kalifornien |
| Chuck Schumer                | New York    |
| Mark Warner                  | Virginia    |
| Amy Klobuchar                | Minnesota   |
| Jeff Merkley                 | Oregon      |
| Jon Ossoff                   | Georgia     |
| Michael Bennet               | Colorado    |
| Peter Welch                  | Vermont     |

## Ehemalige Vorsitzende

### Select Committee to Revise the Rules of the Senate, 1867–1874
- 1867–1871: Henry B. Anthony (R-RI)
- 1871–1873: Samuel C. Pomeroy (R-KS)
- 1873–1874: Thomas W. Ferry (R-MI)

### Committee on Rules, 1874–1947
- Thomas W. Ferry (R-MI) 1874–1877
- James G. Blaine (R-ME) 1877–1879
- John Tyler Morgan (D-AL) 1879–1881
- William P. Frye (R-ME) 1881–1887
- Nelson W. Aldrich (R-RI) 1887–1893
- Joseph Clay Stiles Blackburn (D-KY) 1893–1895
- Nelson W. Aldrich (R-RI) 1895–1899
- John C. Spooner (R-WI) 1899–1907
- Philander C. Knox (R-PA) 1907–1909
- Winthrop M. Crane (R-MA) 1909–1913
- Lee Slater Overman (D-NC) 1913–1919
- Philander C. Knox (R-PA) 1919–1921
- Charles Curtis (R-KS) 1921–1929
- George H. Moses (R-NH) 1929–1933
- Royal S. Copeland (D-NY) 1933–1936
- Matthew M. Neely (D-WV) 1936–1941
- Harry F. Byrd (D-VA) 1941–1947

### Committee on Rules and Administration, seit 1947
- C. Wayland Brooks (R-IL) 1947–1949
- Carl Hayden (D-AZ) 1949–1953
- William E. Jenner (R-IN) 1953–1955
- Theodore F. Green (D-RI) 1955–1957
- Thomas C. Hennings (D-MO) 1957–1960
- Mike Mansfield (D-MT) 1960–1963
- B. Everett Jordan (D-NC) 1963–1973
- Howard Cannon (D-NV) 1973–1978
- Claiborne Pell (D-RI) 1978–1981
- Charles Mathias (R-MD) 1981–1987
- Wendell Ford (D-KY) 1987–1995
- Ted Stevens (R-AK) 1995
- John Warner (R-VA) 1995–1999
- Mitch McConnell (R-KY) 1999–2001
- Chris Dodd (D-CT) 2001
- Mitch McConnell (R-KY) 2001
- Chris Dodd (D-CT) 2001–2003
- Trent Lott (R-MS) 2003–2007
- Dianne Feinstein (D-CA), 2007–2009
- Chuck Schumer (D-NY), 2009–2015
- Roy Blunt (R-MO), 2015–2017
- Richard Shelby (R-AL), 2017–2018
- Roy Blunt (R-MO), 2018–2021
- Amy Klobuchar (D-MN), 2021–2015